# Équipe du Portugal espoirs de cyclisme sur route
L'équipe du Portugal espoirs de cyclisme sur route est l'équipe nationale des moins de 23 ans de cyclisme sur route. La sélection représente le Portugal aux championnats du monde sur route espoirs. Elle participe également aux épreuves espoirs de l'UCI Coupe des Nations U23 qui regroupent des courses d'un jour, par étapes et des championnats de cyclisme continentaux. 

## Sélectionneurs
- José Poeira

## Palmarès

### Championnats du monde espoirs
| Édition | Médaille | Coureur         | Épreuve                  |
| ------- | -------- | --------------- | ------------------------ |
| 2002    | Bronze   | Sérgio Paulinho | Contre-la-montre espoirs |
| 2009    | Argent   | Nélson Oliveira | Contre-la-montre espoirs |
| 2023    | Argent   | António Morgado | Course en ligne espoirs  |

### Coupe des nations espoirs
| Édition | Classement | Victoires | Détail                                                                            |
| ------- | ---------- | --------- | --------------------------------------------------------------------------------- |
| 2007    | 6e         | 2         | Grand Prix du Portugal (Vitor Rodrigues), Tour des régions italiennes (Rui Costa) |
| 2008    | 1re        | 1         | Grand Prix du Portugal (Vitor Rodrigues)                                          |
| 2009    | 15e        |           |                                                                                   |
| 2010    | 9e         |           |                                                                                   |
| 2011    | 19e        |           |                                                                                   |
| 2012    | -          |           |                                                                                   |
| 2013    | 24e        |           |                                                                                   |
| 2014    | 16e        |           |                                                                                   |
| 2015    | 27e        |           |                                                                                   |
| 2016    | -          |           |                                                                                   |
| 2017    | 17e        |           |                                                                                   |
| 2018    | 18e        |           |                                                                                   |
| 2019    | 16e        |           |                                                                                   |
| 2021    | 35e        |           |                                                                                   |
| 2022    | 24e        |           |                                                                                   |
| 2023    | 3e         |           |                                                                                   |
| 2024    | 15e        |           |                                                                                   |

### Championnats d'Europe espoirs
| Édition | Médaille | Coureur         | Épreuve                  |
| ------- | -------- | --------------- | ------------------------ |
| 1996    | Or       | Cândido Barbosa | Course en ligne espoirs  |
| 2010    | Argent   | Nélson Oliveira | Course en ligne espoirs  |
| 2010    | Bronze   | Nélson Oliveira | Contre-la-montre espoirs |